# Jaloux (album)
Pour les articles homonymes, voir Jalousie (homonymie).
Albums de Julien Clerc
À mon âge et à l'heure qu'il est
(1976) Clerc Julien
(1980)
Singles
1. Travailler c'est trop dur
Sortie : 1978
2. Ma préférence
Sortie : 1978
3. Macumba
Sortie : 1979

Jaloux est le neuvième album studio de Julien Clerc sorti en 1978. En France, il s'est vendu à 400 000 exemplaires.
On retrouve une chanson de Maurice Vallet (Dit Momo), l'inévitable Étienne Roda-Gil, Maxime Le Forestier et Jean-Loup Dabadie. Pour cette seconde collaboration Jean-Loup Dabadie écrit un texte de référence Ma préférence qui sera le 1er single avec en face B la reprise de Zachary Richard Travailler c'est trop dur. Maxime lui signe un texte d'une grande justesse J'ai eu trente ans qui clôture l'album. Pour la première fois, une composition de Julien reste sans texte Pièce Bleue. Enfin signalons la chanson qui pendant longtemps terminera les rappels des concerts Jaloux de tout reprise en cœur par le public.

## Titres
| 10 Titres | 10 Titres                  | 10 Titres           | 10 Titres         | 10 Titres | 10 Titres | 10 Titres | 10 Titres | 10 Titres | 10 Titres |
| No        | Titre                      | Paroles             | Musique           | Durée     |           |           |           |           |           |
| --------- | -------------------------- | ------------------- | ----------------- | --------- | --------- | --------- | --------- | --------- | --------- |
| 1.        | Je dors avec elle          | Étienne Roda-Gil    | Julien Clerc      | 3:08      |           |           |           |           |           |
| 2.        | Jaloux de tout             | Étienne Roda-Gil    | Julien Clerc      | 4:37      |           |           |           |           |           |
| 3.        | Les Amours sans larmes     | Jean-Loup Dabadie   | Julien Clerc      | 3:21      |           |           |           |           |           |
| 4.        | Pièce bleue (Instrumental) |                     | Julien Clerc      | 3:34      |           |           |           |           |           |
| 5.        | Travailler c'est trop dur  | traditionnel        | Zachary Richard   | 3:13      |           |           |           |           |           |
| 6.        | Ma préférence              | Jean-Loup Dabadie   | Julien Clerc      | 3:45      |           |           |           |           |           |
| 7.        | Macumba                    | Étienne Roda-Gil    | Julien Clerc      | 3:44      |           |           |           |           |           |
| 8.        | Dans mon cirage            | Maurice Vallet      | Julien Clerc      | 3:06      |           |           |           |           |           |
| 9.        | Le Cœur nu                 | Étienne Roda-Gil    | Julien Clerc      | 3:10      |           |           |           |           |           |
| 10.       | J'ai eu trente ans         | Maxime Le Forestier | Gérard Kawczynski | 3:10      |           |           |           |           |           |
| 35:40     |                            |                     |                   |           |           |           |           |           |           |

## Certification
| Pays          | Certification | Date | Ventes certifiées |
| ------------- | ------------- | ---- | ----------------- |
| France (SNEP) | Or            | 1978 | 100 000           |